# Szabó Júlia (művészettörténész)
Szabó Júlia (Királyhelmec, 1939. május 7. – Budapest, 2004. május 30.) művészettörténész, kutatási területei: a XIX. és XX. századi magyar és egyetemes művészet.

## Tudományos pályája[1]
- 1957–1962: ELTE BTK, művészettörténet-angol szak
- 1962–1969: MNG Grafikai osztálya, muzeológus
- 1969–2004: az MTA Művészettörténet Kutatócsoport, majd Kutatóintézet, tudományos munkatárs
- 1994–2004: az MTA Művészeti Gyűjtemény, gyűjteményvezető[2]
- 1994: A történeti tájfestészet Magyarországon, kandidátusi értekezés [3]

Pályatársa, Kovalovszky Márta így méltatja Szabó Júlia munkásságát: „Szabó Júlia 1981-től kezdve fordult határozottan a XIX. századi festészet kutatása felé. Mint a Művészet Magyarországon 1830–1870 c. katalógus munkatársa, elsősorban a tájfestészet és a csendélet problémáival foglalkozott, de néhány év múlva megjelent könyve, A XIX. század festészete Magyarországon már valamennyi műfajról, sőt a század egészének művészeti (és nemcsak képzőművészetiǃ) törekvéseiről meggyőző képet rajzolt. (...) 
„Nincsen régi művészet és nincs új művészet" — Kassáknak ez a kijelentése az ő hitvallása is volt: történészként szemlélte a művészet évezredeken át hullámzó áramlatait, és nem gondolta, hogy e hullámok megtörnek a jelen partjainál. Szenvedélyes kíváncsisággal figyelte az új művészeti jelenségeket, de az újdonság önmagában nem hatotta meg, annál többre becsülte azokat a törekvéseket, amelyek – ha láthatatlan, titkos szálakon is – de kapcsolódtak régebbi korok eszméihez, gondolkozásához és kifejezési formáihoz. Hitt a művészet korokon átívelő folyamatosságában. Pályájának kezdetétől
érzékenyen, empátiával és korunkban szokatlan jóindulattal járta a kiállításokat, bámészkodott a műtermekben, írt élménybeszámolót külföldi kortárs művészeti élményeiről; ha kritikát fogalmazott, ítéleteinek szigorúságát szelíd és tapintatos mondatai enyhítették. Sok művész törekvéseit méltányolta, sok művet szeretett – olykor nagyon különbözőket -, de négy nevet mégis ki kell emelnünk itt, Gedő Ilkáét, Halász Károlyét, Keserü Ilonáét és Šwierkiewicz Róbertét. Az ő műveik állottak talán legközelebb szívéhez, a múló esztendők során újra meg újra visszatért hozzájuk, és – írásai tanúsítják – mindannyiszor talált bennük nem várt, meglepő, addig nem látott,fel nem fedezett művészettörténeti jelentőségű értéket.”

## Önálló könyvei[5]
- Henri Rousseau, A művészet kiskönyvtára, Corvina Könyvkiadó, Budapest, 1967
- Courbet, Daumier, Meunier, Képzőművészeti Alap Kiadóvállalata, Budapest, 1969
- Magyar rajzművészet 1890–1919, Corvina Kiadó, Budapest, 1969
- Derkovits és a szocialista művészet, kiállításkatalógus, István Király Múzeum, 1968
- Az én múzeumom: Rubens, Van Dyck, Jordaens, Képzőművészeti Alap Kiadóvállalata, Budapest, 1969
- Vaszilij Kandinszkij, A művészet kiskönyvtára 54., Corvina Könyvkiadó, Budapest, 1970
- Az én múzeumom: Markó, Barabás, Munkácsy, Képzőművészeti Alap Kiadóvállalata, Budapest, 1971
- A magyar aktivizmus története, Akadémiai Kiadó, Művészettörténeti Füzetek 3, Budapest, 1971
- Magyar rajzművészet 1849–1890, Corvina Kiadó, Budapest, 1972
- Varga Imre, Képzőművészeti Alap Kiadóvállalata, Budapest, 1973
- A magyar aktivizmus művészete, Corvina Könyvkiadó, Budapest, 1981
- Máttis-Teutsch János, Corvina Kiadó, magyar és német nyelven, Budapest, 1983
- Kazimir Malevics, Corvina Kiadó, Budapest, 1984
- A XIX. század festészete Magyarországon, Corvina Kiadó, Budapest, 1985
- Die Malerei des 19. Jahrhunderts in Ungarn, Corvina Kiadó, Budapest, 1988
- Painting in Nineteenth-Century Hungary, Corvina Kiadó, Budapest, 1988
- A mitikus és a történeti táj, Balassi Kiadó, MTA, Művészettörténeti Kutató Intézet, Budapest, 2000
- Gádor Magda, Körmendi Galéria, Budapest, 2004
- Utak és tanulságok. Válogatott művészettörténeti tanulmányok és műkritikák; vál., szerk. Marosi Ernő; Balassi, Bp., 2014

## Társszerzős művek
- Szabó Júlia, Oelmacher Anna: Derkovits, Magyar Nemzeti Galéria, Budapest, 1965
- Szabó Júlia, Széphelyi F. György:  Művészet Magyarországon 1830–1870 I–II. kötet, MTA Művészettörténeti Kutató Csoport, Budapest, 1981
- Krisztina Passuth, Julia Szabó, Éva Forgács, János Brendel, Eva Bajkay-Rosch, Rainer Wick, Heidrun Schröder-Kehler, Bernd Vogelsang, Eva Karadi,  Helmut D. Diederichs: Wechsel Wirkungen: Ungarische Avantgarde in der Weimarer Republik, Jonas Verlag, Marburg, 1986
- Magyar művészet 1919–1945 I–II. a köt. szerzői [Aradi Nóra, Szabó Júlia et al.] Akadémia Kiadó, Budapest, 1987
- György Péter, Pataki Gábor, Szabó Júlia, Mészáros F. István: Gedő Ilka művészete (1921–1985)/ The Art of Ilka Gedő (1921–1985), Új Művészet,Budapest, 1997
- Beke László · Passuth Krisztina · Szabó Júlia: A másik Péri László / Der andere László Péri, Home Galéria, Budapest, 2000
- Beke László, Szabó Júlia, Gábor Eszter, Sisa József, Prakfalvi Endre: Magyar művészet 1800-tól napjainkig,  Corvina Kiadó, Budapest, 2002
- Marosi Ernő, Mezei Ottó, Szabó Júlia, Pataki Gábor, Nagy Ildikó, Passuth Krisztina: Lossonczy Tamás – Lossonczy Ibolya, Balassi Kiadó, Budapest, 1999

## Tanulmányok, katalógusszövegek[6]
- Hikády Erzsébet és Czene Béla kiállítása. Művészet, 2, 1961, 5. 38.
- Uitz Béla. Művészet, 3, 1962, 7. 12-13., 36.
- Egry József kiállítás Keszthelyen. Művészet, 3, 1962, 10. 40-42.
- Bálint Endre kiállítása. [Budapest, Jókai Klub] Művészet, 5, 1964, 8. 43-44.
- Die Holzschnittfolge „1514" von Gyula Derkovits. Acta Historiae Artium, 10, 1964, 1/2. 171-210.
- A szentendrei festészet kiállítása. Művészet, 5, 1964, 2. 44-46. 1965
- The Paintings of Derkovits – A Memorial Exhibition. The New Hungarian Quarterly, Vol. 7. No 21. 1966. 186-190.
- Schadl János (1892-1944).Művészet, 7, 1966, 3. 26-28.
- Süli András. Művészet, 8, 1967, 3. 29-31.
- Die künstlerische Attitüde und das Selbstporträt in der ungarischen Kunst der ersten Hälfte des 20. Jahrhunderts.Wissenschaftliche Zeitschrift der Friedrich-Schiller-Universiät Jena, 1969, 1. 117-122.
- In memoriam Mokry Mészáros Dezső (1881-1970). Művészet, 11, 1970, 5. 26.
- Az 1922-es berlini szovjetorosz kiállítás és a magyar avantgarde. Ars Hungarica, 1. 1973. 127-152.
- Keserű Ilona, Művészet, 14, 1973, 5. 13-14.
- Swierkiewicz Róbert. Művészet, 14, 1973, 11. 15.
- Vajda Júlia kiállításáról. Művészet, 15, 1974, 7. 25-26.
- Korniss Dezső ifjúsága. Művészet, 15, 1974, 11. 14-16.
- The Beginings of László Moholy-Nagy. An unknown correspondence. New Hungarian Quarterly, Vol. 16. No 57. 1975. 183-193.
- Gedanken zu den Hauptströmungen der ungarischen Malerei 1896-1945. In: Kunst in Ungarn 1900-1950. Gedanken zu den Hauptströmungen der ungarischen Kunst in der ersten Hälfte des XXsten Jahrhunderts. Red. Marianne Eigenheer. Luzern, Kunstmuseum Luzern, 1975. [7-10.] p.
- Kállai Ernő szellemi hagyatéka. Művészet, 16, 1975, 8. 42-44.
- A szecesszió és a vonal. Művészet, 16, 1975, 12. 6-9.
- Piros kollázs Moholy-Nagy László kiállításán. Művészet, 17, 1976, 4. 20-23.
- A rajz és az akvarell a Gresham-kör művészetében. Művészet, 17, 1976, 12. 20-21.
- Some Influences of Italian Futurism on Hungarian Painters. Acta Historiae Artium, 24, 1978, 1/4. 435-443.
- Zum emblematischen Charakter der Werke von Ph. О. Runge. Wissenschaftliche Zeitschrift der Greifswalder Ernst-Moritz-Arndt-Universität, Gesellschaftsund Sprachwiss. Reihe., 28, 1979, 1/2. 49-52.
- Gedő Ilka rajzai és festményei. In: Gedő Ilka festőművész kiállítása. Katalógus. A kiáll. rend. Kovalovszky Márta. Székesfehérvár, István király Múzeum, 1980. (István Király Múzeum közleményei. D. sorozat, 139.) 6-7.
- ̽Ideas and Programmes: The Philosophical Background of the Hungarian avant-garde. In: The Hungarian avant garde. The eight and the activists. Ed. by Joanna Drew. London, Art Council of Gr. Britain, 1980. 9-18., ill.
- Néhány előzmény és forrás Vajda Lajos művészetéhez. Művészet, 21, 1980, 1. 12-15.
- The Return of the Activists. The New Hungarian Quarterly, Vol. 21. No 80. 1980. 169-173. „Cédrus aeternitatis hieroglyphicum". Iconology of a natural motif. Acta Historiae Artium, 27, 1981, 1/2. 3-127.
- In memóriám Hajas Tibor. Magyar Műhely, 19, 1981, No 62/63. 64-65.
- Angol rajzok és akvarellek a XIX. századból. Művészet, 24, 1983, 8. 44-49.
- Csontváry's Pilgrimage to the Cedars of Lebanon. The New Hungarian Quarterly, Vol. 24. No 89. 1983. 185-191.
- Közép-kelet-európai avantgarde (1905-1930).  Művészet, 25, 1984, 6. 2-5.
- Twentieth Century Hungarian Art. The new permanent exhibition at the Budapest National Gallery. The New Hungarian Quarterly, Vol. 25. No 95. 1984. 158-159. 1985
- Gedő Ilka halálára. Élet és Irodalom, 1985. június 28. 12.
- Ilka Gedó's Paintings. The New Hungarian Quarterly, Vol. 28. No 108. 1987. 187-190.
- Kassák and the international Avant-Garde. The New Hungarian Quarterly, Vol. 28, No 106, 1987. 117-124.
- Gedő Ilka rajzairól In: Gedő Ilka festőművész rajzai a Szombathelyi Képtárban. A kiáll. rend. és a katalógust szerk. Gálig Zoltán. Szombathely, Szombathelyi Képtár, 1989. (A Szombathelyi Képtár katalógusai, 1.) 5-6. p.
- Color, Light, Form and Structure. In: Hungarian Painting. Standing in the Tempest, Hungarian Avantgarde 1908-1930. Ed. by Steven A. Mansbach with contributions by Richard V. West. Santa Barbara, Calif, Santa Barbara Museum of Art, 1991. 92-141.
- Csontváry Tivadar utazásai elődök és kortárs festők utazásai tükrében. Ars Hungarica, 21, 1993, 1. 91-105.
- Die Entdeckungen Ernst Kállais zwischen 1920-1925. Acta Historiae Artium, 36, 1993, 1/4. 173-179.
- Próbatanulmány. Egy ismeretlen Moholy-Nagy László-linóleummetszet / Pilot study. An unknown lino-cut of László Moholy-Nagy. Új Művészet, 4, 1993, 1. 38-43., 60-61.
- „A valóság mezében". Gedő Ilka művészetéről / „In the Guise of Reality". Ilka Gedő"s Art. Új Művészet, 4, 1993, 5. 10-17., 81-84.
- Avant-garde visitors in Central Europe, 1913-1931. Ars, 1994, 2. 175-186.
- Csontváry üzenete képei sorsáról. Egy visszaemlékezés aktualitása. Új Művészet, 5, 1994, 12. 26-27.
- László Moholy-Nagy's postcards from the front. The Hungarian Quarterly, Vol 35. No 135. 1994. 133-136.
- The Early Drawings of László Moholy-Nagy and Hungarian Graphic Arts in an Historical Context. In: László Moholy-Nagy. From Budapest to Berlin 1914-1923. Catalogue. Ed. by Belena S. Chapp. Delaware, University Gallery University of Delaware, 1995. 42-50.
- Paris-Budapest: influences artistiques au XIXe siècle. In: Budapest, 1869-1914. Catalogue. Eds. Emmanuel Starcky, László Веке. Paris, Biro Adam, 1995. 40-47.
- Blaue Seele / Seelenblume. Zur Geschichte eines Motivs in Symbolismus und Expressionismus. Acta Historiae Artium, 39, 1997, 1/4. 165-196.
- Az „idők szele". A fordulat évei. Új Művészet, 9, 1998, 12. 7-9.
- Búcsú a prófétáktól. Swierkiewicz Róbert Isten veled költészet! című kiállítása. Új Művészet, 10, 1999, 11. 16-17.
- Csontváry Tivadar: Zarándoklás a cédrusoknál Libanonban. Ars Hungarica, 28, 2000, 1. 121-134.